# Jeremoabo
Jeremoabo – miasto i gmina w Brazylii, w stanie Bahia. Znajduje się w mezoregionie Nordeste Baiano i mikroregionie Jeremoabo.